# Piterka
Piterka (in russo Питерка?) è un villaggio dell'oblast' di Saratov, in Russia; è il centro amministrativo del distretto Piterskij.
Si trova sulle rive del fiume Malyj Uzen', 180 km a sud-est di Saratov.